# Paul Lange (kajakarz)
Paul Lange (ur. 6 lutego 1931 w Oberhausen, zm. 15 marca 2016 tamże) – niemiecki kajakarz, mistrz olimpijski, świata i Europy. Podczas swojej kariery reprezentował Republikę Federalną Niemiec.

## Kariera sportowa
Zdobył srebrny medal w wyścigu sztafetowym kajaków jedynek (K-1) 4 × 500 metrów na mistrzostwach Europy w 1957 w Gandawie. Zdobył złoty medal w tej konkurencji na mistrzostwach świata w 1958 w Pradze (wraz z niem w sztafecie płynęli: Meinrad Miltenberger, Helmut Herz i Fritz Briel), a także w parze z Meinradem Miltenbergerem zdobył brązowy medal w wyścigu dwójek (K-2) na dystansie 500 metrów. Zwyciężył w sztafecie K-1 4 × 500 metrów na mistrzostwach Europy w 1959 w Duisburgu.
Startując we wspólnej reprezentacji Niemiec na igrzyskach olimpijskich w 1960 w Rzymie zdobył złoty medal w sztafecie K-1 4 × 500 metrów (wraz z nim płynęli Friedhelm Wentzke z RFN oraz Dieter Krause i  Günter Perleberg z NRD). Jako reprezentant RFN zwyciężył w tej konkurencji na mistrzostwach Europy w 1961 w Poznaniu.
Był mistrzem RFN w konkurencji jedynek na 500 metrów w 1958 i 1960 oraz wicemistrzem na tym dystansie w 1957, a także wicemistrzem w wyścigu K-1 na dystansie 1000 metrów w 1957 i na dystansie 10 000 metrów w 1958.